# Gaoyou
Gaoyou (chinesisch 高邮市, Pinyin Gāoyóu Shì) ist eine kreisfreie Stadt im Verwaltungsgebiet der bezirksfreien Stadt Yangzhou in der chinesischen Provinz Jiangsu. Sie hat eine Fläche von 1.922 km² und zählt 744.685 Einwohner (Stand: Zensus 2010).
Die Yucheng-Post (Yuchengyi 盂城驿) aus der Zeit der Ming-Dynastie (heute ein Postmuseum), die Longqiuzhuang-Stätte (Longqiuzhuang yizhi 龙虬庄遗址) und das Pfandhaus von Gaoyou (Gaoyou dangpu 高邮当铺) aus der Zeit der Qing-Dynastie stehen auf der Liste der Denkmäler der Volksrepublik China.

## Administrative Gliederung
Auf Gemeindeebene setzt sich die Stadt aus 19 Großgemeinden und einer Nationalitätengemeinde zusammen. Diese sind (Einwohnerzahlen Ende 2009):
| Großgemeinde Gaoyou (高邮镇), 37,89 km², 150.477 Einwohner, Sitz der Stadtregierung; Großgemeinde Baqiao (八桥镇), 40 km², 22.528 Einwohner; Großgemeinde Cheluo (车逻镇), 28,44 km², 32.260 Einwohner; Großgemeinde Ganduo (甘垛镇), 88,39 km², 38.051 Einwohner; Großgemeinde Guoji (郭集镇), 53 km², 22.363 Einwohner; Großgemeinde Hanliu (汉留镇), 66,7 km², 29.707 Einwohner; Großgemeinde Hengjing (横泾镇), 61,33 km², 22.435 Einwohner; Großgemeinde Jieshou (界首镇), 85,8 km², 33.323 Einwohner; Großgemeinde Linze (临泽镇), 118,1 km², 60.002 Einwohner; Großgemeinde Longqiu (龙虬镇), 39,87 km², 35.656 Einwohner; | Großgemeinde Mapeng (马棚镇), 22,66 km², 18.121 Einwohner; Großgemeinde Sanduo (三垛镇), 75,37 km², 56.085 Einwohner; Großgemeinde Situ (司徒镇), 74,23 km², 21.683 Einwohner; Großgemeinde Songqiao (送桥镇), 47 km², 25.410 Einwohner; Großgemeinde Tangzhuang (汤庄镇), 46,33 km², 33.415 Einwohner; Großgemeinde Tianshan (天山镇), 45,58 km², 20.128 Einwohner; Großgemeinde Xiejia (卸甲镇), 123,87 km², 56.890 Einwohner; Großgemeinde Zhoushan (周山镇), 62,02 km², 27.061 Einwohner; Großgemeinde Zhouxiang (周巷镇), 79,5 km², 32.401 Einwohner; Gemeinde Lingtang der Hui (菱塘回族乡), 52,42 km², 23.330 Einwohner. |